# Pere Gost Sastre
Pere Gost Sastre (Sa Pobla, 1946) és un exfutbolista balear, que jugava com a porter i posteriorment entrenador.
Va jugar amb la UE Poblera (1962-66 i 1979-84), RCD Mallorca (1966-70), Celta de Vigo (1970-74) i CE Constància (1974-79). Des de 1969 fins a 1974, jugà a la primera divisió.
Com a entrenador ha dirigit el CF Sóller, (1984-86), el CE Constància (1986-88), el CE Maganova (1988-90) i la Unió Esportiva Arenal (1990-).